# Mick McGrath
Mick McGrath, född 28 november 1947, är en friidrottare från Australien. Han deltog vid olympiska sommarspelen 1972.